# The Orchard
The Orchard é uma empresa americana de música e entretenimento fundada em 1997 por Richard Gottehrer e Scott Cohen, totalmente propriedade da Sony Music Entertainment e com sede em Nova Iorque. É especializada em distribuição de mídia, marketing e vendas e colabora com artistas independentes, rótulos e outros para fornecer conteúdo em todo o mundo.